# Свитинцы
Свитинцы (укр. Свитинці) — село на Украине, находится в Погребищенском районе Винницкой области.
Код КОАТУУ — 0523488202. Население по переписи 2001 года составляет 253 человека. Почтовый индекс — 22211. Телефонный код — 4346.
Занимает площадь 0,232 км².

## Адрес местного совета
22210, Винницкая область, Погребищенский р-н, с. Ширмовка, ул. Трудовая, 34